# Жемчужная (река, впадает в Балтийское море)
Жемчу́жная (фин. Terijoki) — река, впадающая в Финский залив на территории города Зеленогорска Курортного района Санкт-Петербурга между Театральной и Берёзовой улицами. Также известна под названиями ручей Жемчужный, Зеленогорский ручей.
Первоначально это была Terijoki. Название появилось до основания города Зеленогорска (Териоки). Оно является, вероятно, искаженной при шведском написании (территория с 1323 года находилась в составе «выборгских земель» Шведского королевства) формой названия Tervajoki, что с финского языка переводится как смоляная речка. Топоним Tervajoki связан с тем, что в устье реки рыбаки имели смолокурни, где смолили лодки. По реке Terijoki получили своё первое название Териоки (ныне город Зеленогорск).
В начале XX века для реки использовалось другое название — ручей Жемчужный. Так, оно зафиксировано в названии объекта культурного наследия регионального значения «Гидросистема (ручей Жемчужный)».
По предположению государственного эксперта А. Кищук, в 1900—1910-х годах осуществляются комплексные работы по сооружению каменных берегоукреплений ручья на участке от Приморского шоссе до Финского залива, там же создают переливную плотинку. Возведение последней позволило создать к югу от гостиницы «Бель-Вю» (Театральная улица, 1) подобие пруда с деревянной беседкой на каменном фундаменте, соединенной с берегом деревянным мостиком.
1 октября 1948 года присвоено название река Жемчужная. Его происхождение не установлено. Сейчас такое название зафиксировано в Государственном каталоге географических названий под номером 0458170. Тем не менее в региональной геоинформационной системе река подписана как Зеленогорский ручей.